# Buster Matheney
Charles Matheney, detto Buster (Los Angeles, 2 agosto 1956 – Los Angeles, 25 settembre 2000), è stato un cestista statunitense.

## Carriera
Matheney giocò quattro stagioni negli Utah Utes, venendo poi selezionato al secondo giro del Draft NBA 1978 dagli Houston Rockets. Tuttavia non giocò mai in NBA, ma proseguì la carriera in Italia, in Messico, nelle Filippine e in Australia. È morto prematuramente nel 2000, ucciso a colpi di pistola da tre malviventi, in circostanze poco chiare.